# Elmer E. Newbert
Elmer Ellsworth Newbert (* 15. November 1861 in Waldoboro, Maine; † 20. März 1939 in Augusta, Maine) war ein US-amerikanischer Politiker, der von 1915 bis 1916 Maine State Treasurer war.

## Leben
Elmer E. Newbert wurde in Waldoboro als Sohn von Joseph Walter Newbert und Olive C. Young geboren.
Newbert war als Mitglied der Demokratischen Partei von 1913 bis 1914 Bürgermeister von Augusta und von 1915 bis 1916 Treasurer von Maine. Im Jahr 1918 kandidierte er erfolglos um einen Sitz im Senat der Vereinigten Staaten.
Im Jahr 1882 heiratete Elmer E. Newbert Ada Belle Levensalor. Sie hatten vier Kinder. Er starb 1939 in Augusta. Sein Grab befindet sich auf dem Forest Grove Cemetery in Augusta.